# روغن‌ماهی یوکلا
روغن‌ماهی یوکلا (نام علمی: Euclichthys polynemus) نام یک گونه از راسته روغن‌ماهی‌سانان است.